# André Brie
André Brie (13 de março de 1950; Schwerin, Alemanha) é um político alemão. Foi membro do Parlamento Europeu pelo Partido do Socialismo Democrático entre 20 de julho de 2004 e 4 e outubro de 2007 e pelo partido A Esquerda entre 5 de outubro de 2007 e 13 de julho de 2009.